# Sellanucheza
Sellanucheza är ett släkte av mångfotingar. Sellanucheza ingår i familjen orangeridubbelfotingar.
Kladogram enligt Catalogue of Life:
| Sellanucheza | \| \| Sellanucheza grandis \| \| \| \| \| \| Sellanucheza variata \| \| \| \| |
|              | \| \| Sellanucheza grandis \| \| \| \| \| \| Sellanucheza variata \| \| \| \| |
|              | Sellanucheza grandis                                                          |
|              |                                                                               |
|              | Sellanucheza variata                                                          |
|              |                                                                               |